# Neckera
Neckera là một chi rêu trong họ rêu phẳng (Neckeraceae). Chi rêu này còn được gọi là chi rêu Necker, đặt tên vinh danh theo nhà khoa học Noel Martin Joseph de Necker.

## Danh sách các loài
Theo Catalogue of Life truy cập ngày 16 tháng năm 2013
- Neckera aequalifolia
- Neckera americana
- Neckera andina
- Neckera andrei
- Neckera angustifolia
- Neckera aurescens
- Neckera balansae
- Neckera besseri
- Neckera bhutanensis
- Neckera borealis
- Neckera brownii
- Neckera caldensis
- Neckera chilensis
- Neckera complanata
- Neckera coreana
- Neckera crenulata
- Neckera crispa
- Neckera decurrens
- Neckera denigricans
- Neckera douglasii
- Neckera ehrenbergii
- Neckera emersa
- Neckera falcata
- Neckera fauriei
- Neckera flexiramea
- Neckera formosana
- Neckera goughiana
- Neckera hawaiico-pennata
- Neckera hedbergii
- Neckera heterophylla
- Neckera himalayana
- Neckera humilis
- Neckera intermedia
- Neckera konoi
- Neckera laevigata
- Neckera leichhardtii
- Neckera leptodontea
- Neckera nakazimae
- Neckera neckeroides
- Neckera nelloi
- Neckera obtusifolia
- Neckera oligocarpa
- Neckera pachycarpa
- Neckera pennata
- Neckera perpinnata
- Neckera platyantha
- Neckera plumosa
- Neckera polyclada
- Neckera praelonga
- Neckera puiggarii
- Neckera pumila
- Neckera pusilla
- Neckera remota
- Neckera rigida
- Neckera rotundata
- Neckera sanctae-catharinae
- Neckera scabridens
- Neckera semicrispa
- Neckera setschwanica
- Neckera spruceana
- Neckera submacrocarpa
- Neckera subuliformis
- Neckera sundaensis
- Neckera tenera
- Neckera tjibodensis
- Neckera undulatifolia
- Neckera urnigera
- Neckera valentiniana
- Neckera villae-ricae
- Neckera viridis
- Neckera yezoana
- Neckera yunnanensis

Theo ITIS truy cập 16 tháng 7 năm 2013
- Neckera complanata (Hedw.) Hüb.
- Neckera douglasii Hook.
- Neckera pennata Hedw.

Theo NCBI truy cập ngày 16 tháng 7 năm 2013
- Neckera cephalonica
- Neckera crenulata
- Neckera decurrens
- Neckera douglasii
- Neckera himalayana
- Neckera jamesonii
- Neckera neckeroides
- Neckera pennata
- Neckera platyantha
- Neckera polyclada
- Neckera pumila

Theo Tropicos truy cập ngày 16 tháng 7 năm 2013 (danh sách có thể chứa các tên đồng nghĩa)
- Neckera abbreviata Cardot
- Neckera abietina Hook.
- Neckera abyssinica Müll. Hal.
- Neckera aciculata (Taylor) Mitt.
- Neckera acuminata Hook.
- Neckera acutata Mitt.
- Neckera acutifolia Brid.
- Neckera adiantum Griff.
- Neckera aequalifolia Müll. Hal.
- Neckera affinis Hook.
- Neckera africana Müll. Hal.
- Neckera afrovictoriae (Müll. Hal. ex Dusén) Paris
- Neckera alleghaniensis (Müll. Hal.) Mitt.
- Neckera alopecura (Brid.) Müll. Hal.
- Neckera alopecuroides Mitt.
- Neckera amazonica Mitt.
- Neckera ambigua (Hook.) Müll. Hal.
- Neckera amblyacis Müll. Hal.
- Neckera amblyoglossa Müll. Hal.
- Neckera americana Grev.
- Neckera ampullacea Müll. Hal.
- Neckera anacamptolepis Müll. Hal.
- Neckera andamana (Müll. Hal.) A. Jaeger
- Neckera anderssonii Müll. Hal.
- Neckera andina Mitt.
- Neckera andrei Thér. & P. de la Varde
- Neckera angusta Müll. Hal.
- Neckera angustifolia Müll. Hal.
- Neckera appressa Müll. Hal.
- Neckera aptychoides Schlieph. ex Müll. Hal.
- Neckera aquatilis Müll. Hal.
- Neckera araucarieti Müll. Hal.
- Neckera arbuscula Hampe ex Müll. Hal.
- Neckera arcuans Mitt.
- Neckera argentinica Lorentz ex Müll. Hal.
- Neckera ascensionis Besch.
- Neckera assimilis Müll. Hal.
- Neckera atro-lutea Müll. Hal.
- Neckera attenuata (Hedw.) Myrin
- Neckera aubertii (P. Beauv.) Brid.
- Neckera aurea Schwägr.
- Neckera aureo-pallens Geh. & Hampe
- Neckera aurescens Hampe
- Neckera avellanedae Müll. Hal.
- Neckera baetica Guerra, J.A.
- Neckera baeuerlenii Geh.
- Neckera balansae Müll. Hal.
- Neckera baldwinii Müll. Hal.
- Neckera balfouriana (Grev.) Müll. Hal.
- Neckera bandongiae Müll. Hal.
- Neckera beccariana Hampe
- Neckera benoistii Thér.
- Neckera berteroana Schimp. ex Mitt.
- Neckera bescherellei Nog.
- Neckera besseri (Lobarzewski) Jur.
- Neckera beyrichii Schwägr.
- Neckera bhutanensis Nog.
- Neckera bicolorata Müll. Hal.
- Neckera biductulosa (P. Beauv.) Brid.
- Neckera biformis Hampe
- Neckera billardieri Hampe
- Neckera bipinnata Schwägr.
- Neckera birmensis Hampe ex Müll. Hal.
- Neckera blanda Harv.
- Neckera bogotensis Mitt.
- Neckera boiviniana Müll. Hal. ex Besch.
- Neckera bolleana Müll. Hal.
- Neckera borealis Nog.
- Neckera borgenii Kiaer ex Renauld
- Neckera boryana Müll. Hal.
- Neckera brachyclada (Brid.) Müll. Hal.
- Neckera brachypus (Brid.) Müll. Hal.
- Neckera brasiliensis (Hornsch.) Müll. Hal.
- Neckera breutelii Müll. Hal.
- Neckera brevicaulis Broth.
- Neckera brevinervis Broth.
- Neckera breviramea Müll. Hal.
- Neckera brevirostris Griff.
- Neckera breviseta Hook. & Wilson
- Neckera breviuscula Müll. Hal. ex Dusén
- Neckera brotheri Paris
- Neckera brownii Dixon
- Neckera brunnea Müll. Hal.
- Neckera buchananii (Brid.) Müll. Hal.
- Neckera caldensis Lindb. ex Ångström
- Neckera californica Hook. & Arn.
- Neckera camptoclada Renauld & Cardot
- Neckera canariensis (Brid.) Brid.
- Neckera capensis Müll. Hal.
- Neckera capillacea Griff.
- Neckera capillaris Müll. Hal.
- Neckera capilliramea Müll. Hal.
- Neckera caudifrondea Müll. Hal.
- Neckera celebesica Müll. Hal.
- Neckera cephalonica Jur. & Unger
- Neckera cernua Müll. Hal.
- Neckera characea Müll. Hal.
- Neckera chevalieri Broth. & Corb.
- Neckera chilensis Schimp. ex Mont.
- Neckera chlorocaulis Müll. Hal.
- Neckera chrysoclada Müll. Hal.
- Neckera chrysoneura Hampe ex Müll. Hal.
- Neckera cirrifolia (Schwägr.) Müll. Hal.
- Neckera cirrosa (Hedw.) F. Weber & D. Mohr
- Neckera cladorrhizans Hedw.
- Neckera clastobryum Müll. Hal.
- Neckera cochlearifolia Müll. Hal.
- Neckera columnaris Schwägr.
- Neckera comes Griff.
- Neckera commutata Müll. Hal.
- Neckera comorae Müll. Hal.
- Neckera complanata (Hedw.) Huebener
- Neckera complicata Müll. Hal.
- Neckera composita Hedw.
- Neckera compressa (Hedw.) Müll. Hal.
- Neckera consimilis Hampe
- Neckera convoluta Dozy & Molk.
- Neckera cordata Hook. ex Harv.
- Neckera coreana Cardot
- Neckera coronata (Mont.) Müll. Hal.
- Neckera crassicaulis Müll. Hal.
- Neckera crenulata Harv.
- Neckera crinita Griff.
- Neckera crispa Hedw.
- Neckera crispatula (Hook.) Hook.
- Neckera crispula Besch. & Sande Lac.
- Neckera crocea (Hampe) Müll. Hal.
- Neckera cryptotheca (Hampe) Müll. Hal.
- Neckera cumingii Müll. Hal.
- Neckera curtipendula Hedw.
- Neckera curvata Griff.
- Neckera curvirostris Schwägr.
- Neckera cuspidifera Müll. Hal.
- Neckera cyathipoma Müll. Hal.
- Neckera cyathocarpa Hampe ex Müll. Hal.
- Neckera cyclophylla Müll. Hal.
- Neckera cylindracea Mont.
- Neckera cylindricaulis Müll. Hal.
- Neckera cymbifolia (Sull.) Müll. Hal.
- Neckera d'orbignyana Lorentz
- Neckera debilis Mitt.
- Neckera decipiens F. Weber & D. Mohr
- Neckera decomposita (Brid.) Müll. Hal.
- Neckera decurrens Broth.
- Neckera dendroides (Hedw.) Timm
- Neckera denigricans Enroth
- Neckera densa (Sw. ex Hedw.) Wilson
- Neckera dentata Griff.
- Neckera denticulata (P. Beauv.) Brid.
- Neckera deppei Hornsch. ex Müll. Hal.
- Neckera diaphana Müll. Hal.
- Neckera dillenii Lindb.
- Neckera dimorpha Müll. Hal.
- Neckera distans Müll. Hal.
- Neckera disticha Hedw.
- Neckera diversicoma Hampe
- Neckera domingensis Spreng.
- Neckera douglasii Hook.
- Neckera dregeana Hornsch.
- Neckera drummondii (Taylor) Müll. Hal.
- Neckera dubyana Hampe
- Neckera duplicata (Schwägr.) A. Jaeger
- Neckera eavesiana Hampe
- Neckera efructifera Griff.
- Neckera ehrenbergii Müll. Hal.
- Neckera elegans Jur.
- Neckera elegantula Griff.
- Neckera emersa Müll. Hal. & Hampe
- Neckera enrothiana Meng-Cheng Ji
- Neckera eucarpa Schimp. ex Müll. Hal.
- Neckera eugeniae S.O. Lindberg
- Neckera exserta Hook. ex Schwägr.
- Neckera extans Besch.
- Neckera falcata Reinw. & Hornsch.
- Neckera falcifolia Renauld & Cardot
- Neckera fasciculata (Sw. ex Hedw.) Arn.
- Neckera fauriei Cardot
- Neckera filamentosa Hook.
- Neckera filicina Hedw.
- Neckera filifera (Müll. Hal.) Müll. Hal.
- Neckera filiformis Hedw.
- Neckera fimbriata Harv.
- Neckera flabellata (Sm.) Mitt.
- Neckera flaccida Brid.
- Neckera flagellacea Mitt.
- Neckera flagellifera Broth.
- Neckera flavescens Hook.
- Neckera flavo-limbata Müll. Hal. & Hampe
- Neckera flexilis (Hedw.) Müll. Hal.
- Neckera flexiramea Cardot
- Neckera flexuosa Harv.
- Neckera floribunda (Dozy & Molk.) Müll. Hal.
- Neckera floribundula Müll. Hal.
- Neckera floridana Austin
- Neckera fluminalis Müll. Hal. ex Renauld
- Neckera formosana Nog.
- Neckera foveolata Mitt.
- Neckera fruticosa Mitt.
- Neckera funalis (Wilson) Müll. Hal.
- Neckera funiformis Müll. Hal.
- Neckera fuscescens Hook.
- Neckera fuscoviridis Hampe
- Neckera gennati Rota
- Neckera giulianettii Broth.
- Neckera glabella (Hedw.) F. Weber & D. Mohr
- Neckera glauca Müll. Hal.
- Neckera glossophylla Mitt.
- Neckera glyphotheca Müll. Hal.
- Neckera goughiana Mitt.
- Neckera gracilenta Bosch & Sande Lac.
- Neckera gracilis (Hedw.) Müll. Hal.
- Neckera gracillima Taylor
- Neckera graeffeana Müll. Hal.
- Neckera grateloupii (Mont.) Müll. Hal.
- Neckera gromieri Thér.
- Neckera guyanensis Mont.
- Neckera hamata Müll. Hal.
- Neckera hampeana (Müll. Hal.) Müll. Hal.
- Neckera harveyana Müll. Hal.
- Neckera hawaiico-pennata Müll. Hal.
- Neckera hayachinensis Cardot
- Neckera hedbergii P. de la Varde
- Neckera heteroclada Herzog
- Neckera heteromalla Hedw.
- Neckera heterophylla Brid.
- Neckera hexasticha (Schwägr.) Müll. Hal.
- Neckera hillebrandii Reichardt
- Neckera himalayana Mitt.
- Neckera hispida Müll. Hal.
- Neckera hoehnelii Müll. Hal.
- Neckera hookeri Dozy & Molk.
- Neckera hookeriacea Müll. Hal. ex Dusén
- Neckera hookeriana Griff.
- Neckera hornschuchiana Müll. Hal.
- Neckera humboldtii (Hook.) Müll. Hal.
- Neckera humilis Mitt.
- Neckera hygrometrica (Harv. & Hook.) Müll. Hal.
- Neckera hymenodonta Müll. Hal.
- Neckera hypnoides Hedw.
- Neckera idumoana S. Okamura
- Neckera illecebrina Müll. Hal.
- Neckera imberbis (Sm.) Müll. Hal.
- Neckera imbricata (P. Beauv.) Schwägr.
- Neckera imbricatula (Müll. Hal.) Müll. Hal.
- Neckera implana Mitt.
- Neckera incurvata Hornsch.
- Neckera indica (Mont.) Müll. Hal.
- Neckera inermis Müll. Hal.
- Neckera inopinata Enroth & M. C. Ji
- Neckera integerrima Broth.
- Neckera intermedia Brid.
- Neckera inundata Broth.
- Neckera jagorii Müll. Hal.
- Neckera jamesii (Schimp.) Kindb.
- Neckera jamesonii Taylor
- Neckera japonica (Besch.) Broth.
- Neckera javanica Müll. Hal.
- Neckera julacea Hook. ex Schwägr.
- Neckera jurassica J.J. Amann ex Limpr.
- Neckera kamakurana S. Okamura
- Neckera kealeensis Reichardt
- Neckera kegeliana Müll. Hal.
- Neckera kermadecensis Müll. Hal.
- Neckera konoi Broth.
- Neckera korthalsiana Dozy & Molk.
- Neckera laeta Griff.
- Neckera laevidens Broth. ex P.C. Wu & Y. Jia
- Neckera laevifolia (Schiffner) Cardot
- Neckera laevigata Hook. f. & Wilson
- Neckera laeviuscula Geh.
- Neckera lagura (Hook.) Müll. Hal.
- Neckera lancifolia Harv.
- Neckera lanosa (Mitt.) Müll. Hal.
- Neckera latifolia S.O. Lindberg
- Neckera laxa (Wilson) Müll. Hal.
- Neckera leichhardtii Hampe & Müll. Hal.
- Neckera leiophylla Gümbel ex Müll. Hal.
- Neckera lentula (Wilson) Broth.
- Neckera lepineana Mont.
- Neckera leptodontea Müll. Hal.
- Neckera leptofrondosa Müll. Hal.
- Neckera leptophylla Schimp.
- Neckera leptotheca Mitt.
- Neckera leucocaulon Müll. Hal.
- Neckera leucoclada Müll. Hal.
- Neckera leucocolea Mitt.
- Neckera leucocytus Müll. Hal.
- Neckera leuconeura Müll. Hal.
- Neckera liebmanniana Müll. Hal.
- Neckera liebmannii Schimp. ex Besch.
- Neckera ligulaefolia Mitt.
- Neckera liliana Renauld
- Neckera lindigii Hampe
- Neckera lineolata (Duby) Müll. Hal.
- Neckera lingulata Mitt.
- Neckera livens (Schwägr.) Müll. Hal.
- Neckera longe-exserta Hampe ex Müll. Hal.
- Neckera longebarbata Hampe
- Neckera longifolia Müll. Hal.
- Neckera longipendiculata Müll. Hal.
- Neckera longipes Müll. Hal.
- Neckera longirostris Hook.
- Neckera longiseta Hook.
- Neckera longisetacea Müll. Hal.
- Neckera longissima Dozy & Molk.
- Neckera longiuscula Müll. Hal. ex Dusén
- Neckera loriformis Bosch & Sande Lac.
- Neckera ludoviciana Müll. Hal.
- Neckera lurida Griff.
- Neckera lusitanica (Schimp.) Kindb.
- Neckera luteovirens Taylor
- Neckera luzonensis R.S. Williams
- Neckera macounii (Müll. Hal. & Kindb.) Kindb.
- Neckera macrocarpa Brid.
- Neckera macropelma Müll. Hal.
- Neckera macropoda Hedw.
- Neckera madagascariensis (Brid.) Müll. Hal.
- Neckera madecassa Besch.
- Neckera marchalii Herzog
- Neckera marginata (Paris) Broth.
- Neckera mariei Besch.
- Neckera mascarenica Müll. Hal.
- Neckera mechoacana Müll. Hal.
- Neckera mediterranea H. Philib.
- Neckera menziesii Drumm.
- Neckera microcarpa Schimp. ex Besch.
- Neckera microtheca Herzog
- Neckera minor (Hedw.) P. Beauv.
- Neckera miqueliana Müll. Hal.
- Neckera missionum Sehnem
- Neckera moenkemeyeri Müll. Hal.
- Neckera mohriana Müll. Hal.
- Neckera mollis (Hedw.) Müll. Hal.
- Neckera mollusca Mitt.
- Neckera montagneana Müll. Hal.
- Neckera moritzii Hampe
- Neckera morrisonensis Nog.
- Neckera moutieri (Broth. & Paris) Broth.
- Neckera mucronata Bosch & Sande Lac.
- Neckera muratae Nog.
- Neckera myura (Hook.) Arn.
- Neckera nakazimae (Iisiba) Nog.
- Neckera nano-disticha Geh.
- Neckera neckeroides (Broth.) Enroth & B.C. Tan
- Neckera neglecta Müll. Hal.
- Neckera nelloi Broth. ex Tongiorgi
- Neckera neomexicana (Cardot) Grout
- Neckera nietneri Müll. Hal.
- Neckera nigrescens (Hedw.) Sw. ex Schwägr.
- Neckera nigricans (Hook.) Nees
- Neckera nipponica Horik. & Nog.
- Neckera nitens Schimp. ex Besch.
- Neckera nitidula (Mitt.) Broth.
- Neckera nodicaulis Müll. Hal.
- Neckera noguchiana Meng-Cheng Ji & Enroth
- Neckera novae-granadae Müll. Hal.
- Neckera obliquifolia Hornsch.
- Neckera obtusata Mont.
- Neckera obtusifolia Taylor
- Neckera occidentalis Besch.
- Neckera octangula Müll. Hal.
- Neckera octodiceras Müll. Hal.
- Neckera oerstediana Müll. Hal.
- Neckera ohioensis (Sull.) Müll. Hal.
- Neckera oligocarpa Bruch
- Neckera orientalis Müll. Hal.
- Neckera orthocarpa (Brid.) Müll. Hal.
- Neckera orthorrhyncha Besch.
- Neckera osculatiana De Not.
- Neckera ossulava S. Hatt.
- Neckera pabstiana Müll. Hal.
- Neckera pachycarpa Schimp. ex Besch.
- Neckera pachygaster Müll. Hal.
- Neckera pacifica Broth. & Paris
- Neckera pallescens Müll. Hal.
- Neckera pallida (Hook.) Müll. Hal.
- Neckera pandurifolia Müll. Hal.
- Neckera papillipes Müll. Hal. ex Hampe
- Neckera parishiana Mitt.
- Neckera parvula Mitt.
- Neckera patagonica Brid.
- Neckera patula (Hedw.) Schwägr.
- Neckera pechuelii Müll. Hal.
- Neckera penduliramea Müll. Hal.
- Neckera pennata Hedw.
- Neckera perichaetialis Hampe
- Neckera perpinnata Cardot & Thér.
- Neckera perpusilla (De Not.) Müll. Hal.
- Neckera perrottetii (Mont.) Müll. Hal.
- Neckera persplendida Müll. Hal.
- Neckera pertruncata Cardot
- Neckera pervilleana Besch.
- Neckera philippeana Schimp.
- Neckera philippinensis (Broth.) Paris
- Neckera phleoides (Desv. ex Brid.) Müll. Hal.
- Neckera phyllogonioides Sull.
- Neckera pilifera (Sw.) Spruce
- Neckera planifolia Hedw.
- Neckera platyantha (Müll. Hal.) Paris
- Neckera plicaefolia Müll. Hal.
- Neckera plicata (Brid.) Schwägr.
- Neckera plumaria Hampe
- Neckera plumosa Reinw. & Hornsch.
- Neckera plumula (Nees) Müll. Hal.
- Neckera plumuloides Broth.
- Neckera pluvinii (Brid.) Steud.
- Neckera poeppigiana Müll. Hal.
- Neckera pohlii (Schwägr.) Müll. Hal.
- Neckera polyclada Müll. Hal.
- Neckera polytrichoides (Hedw.) F. Weber & D. Mohr
- Neckera porodictyon Renauld & Cardot
- Neckera praelonga Lorentz
- Neckera praemollis Müll. Hal.
- Neckera prionacis Müll. Hal.
- Neckera procumbens Müll. Hal.
- Neckera producta (Hornsch.) Müll. Hal.
- Neckera prostratula Müll. Hal.
- Neckera pseudalopecura Müll. Hal.
- Neckera pseudo-imbricata Müll. Hal.
- Neckera pseudocrispa Rehmann ex Müll. Hal.
- Neckera pseudopennata (Warnst.) Schlieph. ex Zmuda
- Neckera pseudoseductrix Müll. Hal.
- Neckera pterantha (Müll. Hal.) Kindb.
- Neckera puiggarii Geh. & Hampe
- Neckera pulchella Griff.
- Neckera pulvinata (Wahlenb.) Müll. Hal.
- Neckera pumila Hedw.
- Neckera punctulata Müll. Hal.
- Neckera pusilla Mitt.
- Neckera pygmaea Dozy & Molk.
- Neckera quinquefaria Müll. Hal.
- Neckera rabenhorstii Warnst.
- Neckera ramulosa Mitt.
- Neckera rectifolia Mitt.
- Neckera recurvula (Broth.) Paris
- Neckera reginae Hampe
- Neckera regnelliana Müll. Hal.
- Neckera reinwardtii (Nees) Müll. Hal.
- Neckera remota Bruch & Schimp. ex Müll. Hal.
- Neckera remotifolia (Müll. Hal.) Hornsch. ex Müll. Hal.
- Neckera repens (Brid.) Schwägr.
- Neckera retrorsa (Mitt.) Müll. Hal.
- Neckera rhystotis Müll. Hal.
- Neckera rigida Müll. Hal.
- Neckera rigidula Wilson ex Mitt.
- Neckera rivalis Mitt.
- Neckera rostrata Griff.
- Neckera rotundata Broth.
- Neckera rotundifolia Hartm.
- Neckera rufescens Müll. Hal.
- Neckera rugulosa Mitt.
- Neckera sanctae-catharinae Müll. Hal.
- Neckera scabridens Müll. Hal.
- Neckera scabriseta Schwägr.
- Neckera scalpellifolia Mitt.
- Neckera schlechtendalii Piep.
- Neckera schmidii Müll. Hal.
- Neckera schnyderi Müll. Hal.
- Neckera scioana Brizi
- Neckera sciuroides (Hedw.) Müll. Hal.
- Neckera scottiae Müll. Hal.
- Neckera scrobiculata Nees
- Neckera secunda (Hook.) Müll. Hal.
- Neckera seductrix Hedw.
- Neckera semicrispa Cardot & P. de la Varde
- Neckera semitorta Müll. Hal.
- Neckera semperiana Hampe
- Neckera sendtneriana Schimp.
- Neckera sericea Froel.
- Neckera serrophila Müll. Hal.
- Neckera serrulata (P. Beauv.) Brid.
- Neckera serrulatifolia Enroth & M. C. Ji
- Neckera setosa (Hedw.) Hook.
- Neckera setschwanica Broth.
- Neckera shanwanica P.C. Wu & Y.H. Feng
- Neckera sieboldii (Dozy & Molk.) Müll. Hal.
- Neckera sikkimensis (Paris) Broth.
- Neckera sinuata Müll. Hal.
- Neckera smithii (Hedw.) Müll. Hal.
- Neckera spathulaefolia (Müll. Hal.) Mitt.
- Neckera spathulata (Dixon) Dixon
- Neckera speciosa (Nog.) Nog.
- Neckera spectabilis Griff.
- Neckera sphaerocarpa Hook.
- Neckera splachnoides Sm.
- Neckera splendens Reinw. & Hornsch.
- Neckera spruceana Mitt.
- Neckera spurio-truncata Müll. Hal. ex Dusén
- Neckera squamata Müll. Hal. ex Hampe
- Neckera squarrosa Hook. ex Harv.
- Neckera squarrulosa (Mont.) Müll. Hal.
- Neckera stracheyana Mitt.
- Neckera straminea Hornsch.
- Neckera striata (Schwägr.) Schwägr.
- Neckera stricta Harv. ex Müll. Hal.
- Neckera subacutifolia Geh. & Hampe
- Neckera subdisticha Besch.
- Neckera subimbricata Hampe
- Neckera subintegra S.O. Lindberg
- Neckera submacrocarpa Dixon
- Neckera suborthosticha Müll. Hal.
- Neckera subpendula Geh. & Hampe
- Neckera subpiligera Hampe
- Neckera subplatyantha Broth.
- Neckera subrecta Mitt.
- Neckera subremota Müll. Hal. ex Dusén
- Neckera subrugulosa Schimp. ex Besch.
- Neckera subserrata Hook. ex Harv.
- Neckera substriata Hampe
- Neckera subulata (P. Beauv.) Müll. Hal.
- Neckera subuliformis Reinw. & Hornsch.
- Neckera sulcata (Hook.) Müll. Hal.
- Neckera sullivantii Müll. Hal.
- Neckera sundaensis Müll. Hal.
- Neckera targioniana Mitt.
- Neckera tenax Müll. Hal.
- Neckera tenella Schwägr.
- Neckera tenera Hornsch.
- Neckera tenuis Hook.
- Neckera teres Müll. Hal.
- Neckera ternstroemiae (Brid.) Müll. Hal.
- Neckera tetragona (Sw. ex Hedw.) Müll. Hal.
- Neckera tjibodensis M. Fleisch.
- Neckera tomentosa (Hook.) Müll. Hal.
- Neckera tortipilis Müll. Hal.
- Neckera tosaensis Broth.
- Neckera trabeculata Herzog
- Neckera trachyloma Müll. Hal.
- Neckera trichoclada (Taylor) Müll. Hal.
- Neckera trichomanoides (Hedw.) Hartm.
- Neckera trichomitrium (Hedw.) Müll. Hal.
- Neckera trichophora (Mont.) Müll. Hal.
- Neckera trichophoroides Hampe ex Müll. Hal.
- Neckera trichophylla (Sw. ex Hedw.) Sw.
- Neckera tricostata Sull.
- Neckera truncata Müll. Hal.
- Neckera tumida Dicks. ex Hook.
- Neckera turgescens Müll. Hal.
- Neckera turgida Jur.
- Neckera turgidula Müll. Hal.
- Neckera uematsui Broth.
- Neckera undulata Hedw.
- Neckera undulatifolia (Tixier) Enroth
- Neckera urceolata (Schwägr.) Müll. Hal.
- Neckera urnigera Müll. Hal.
- Neckera uroclada Mitt.
- Neckera uruguensis Müll. Hal.
- Neckera urvilleana Müll. Hal.
- Neckera vaginans Welw. & Duby
- Neckera valentiniana Besch.
- Neckera versicolor Müll. Hal.
- Neckera villae-ricae Besch.
- Neckera virens Hook. f. & Wilson
- Neckera viridis Müll. Hal.
- Neckera viridula Mitt.
- Neckera vitiana (Sull.) Müll. Hal.
- Neckera viticulaeformis Piep.
- Neckera viticulosa Hedw.
- Neckera viticulosoides P. Beauv.
- Neckera vulpina Mont.
- Neckera wallichii (Brid.) Cardot ex Müll. Hal.
- Neckera warburgii Broth.
- Neckera webbiana (Mont.) Düll
- Neckera welwitschii Duby
- Neckera wercklei Broth. & Thér.
- Neckera xizangensis Enroth & M. C. Ji
- Neckera yamamotoi Iisiba
- Neckera yezoana Besch.
- Neckera yunnanensis Enroth